# Sarah Hassanin
Sarah Bahaa Hassanin, née en 2005, est une nageuse égyptienne.

## Carrière
Sarah Hassanin remporte aux Championnats d'Afrique de natation 2021 à Accra la médaille d'argent du 4 × 200 mètres nage libre Elle dispute également les courses juniors dans cette compétition, remportant l'argent sur 4 × 200 mètres nage libre, et le bronze sur 400 mètres nage libre.